# 下荆江裁弯工程
下荆江裁弯工程，或称长江下荆江裁弯工程，是1966年至1972年实施的截弯取直下荆江（长江从湖北省藕池口到湖南省城陵矶港的河道，通称下荆江）的工程，使原长243km的下荆江缩短78km。

## 背景
清咸丰二年（1852年）荆江南岸的藕池溃口，未修复。清咸丰十年（1860年）长江特大洪水，在原溃口下游冲成大河，长江洪水大部分进入洞庭湖。1949年前多年平均为17558.5m3/s，占宜昌来量的31.41％。1954年长江特大洪水藕池口分流量为14790m3/s，占宜昌来水量的22.14％；径流量1155.9亿m3，占宜昌来量的20.1％。1951年到1966年下荆江裁弯前多年平均为12201.9m3/s，占宜昌来量的22.24％，径流量平均690.06亿m3，占宜昌同期平均15.38％。1972年下荆江裁弯以后多年平均为6465m3/s，占宜昌来量的12.64％。1981年长江上游特大洪水藕池口分流量为8874m3/s，占宜昌来量的12.6％。
藕池口分流大部分洪水进入洞庭湖以后，下荆江流量大大减小，破坏了上下荆江的平衡关系，造成下荆江的大河道与小流量不相适应，产生河道淤塞弯曲萎缩。1887年、1909年、1947年、1972年分别在古长堤、尺八口、碾子湾、沙滩子发生四次自然裁弯。
1936年1月，扬子江水利委员会编制《扬子江中游之危机及其初步首要整治工程报告》，提出上车湾裁弯工程等初步首要工程六项，同年编制《上车湾裁弯取直工程计划书》。长江流域规划办公室成立后，与各单位协同查勘荆江地貌，1960年编制了《下荆江系统裁弯取直初步规划研究》，计划进行三处河道裁弯工程。1965年，中华人民共和国水利电力部同意实施中洲子裁弯工程。

## 工程
1. 中洲子裁弯工程，包括：引河开挖工程，新河护岸工程，新河北堤工程，防止调弦河弯狭颈冲穿的护岸工程，新河上下游河势控制工程。引河开挖工程1966年10月开工，1967年5月竣工，完成土方186万m³。1968年汛后新河护岸工程开始，至1971年汛前基本稳定。弯道长36.7km，狭颈两侧水面相距约4km，引河长4.3km。
2. 上车湾裁弯工程，包括：引河开挖工程，新河护岸工程，新河护岸工程，上下游河势控制工程。引河开挖工程1968年12月开工，1969年6月竣工，共完成土方219万m³，至1969年汛前未达到通航要求，同年11月至次年1月再度施工，两期工程共开挖土方260万m³。弯道长32.7km，狭颈两侧水面相距3km。引河长3.5km。
3. 沙滩子裁弯工程未能按规划及时实施，1972年7月发生自然裁弯，线路较规划线偏北2km，未再调整。

系统裁弯后，新的崩岸不断发生。为控制河势，1984年长江流域规划办公室又报请水电部逐年实施“下荆江河控规划”。

## 效益
- 防洪：沙市、新厂、石首汛期同流量的水位分别降低0.5m、0.65m、1.05m。（沙市流量45000m³/s时）
- 航运：缩短航程78km，裁掉碍航浅滩4处。
- 护岸工程抑制堤岸崩失。被裁故道可用于增垦农田。